# دان هيغينز
دان هيغينز (بالإنجليزية: Dan Higgins)‏ هو عازف ساكسفون أمريكي، ولد في 1955.

## وصلات خارجية
- الموقع الرسمي
- دان هيغينز على موقع IMDb (الإنجليزية)
- دان هيغينز على موقع ميوزك برينز (الإنجليزية)
- دان هيغينز على موقع أول ميوزيك (الإنجليزية)
- دان هيغينز على موقع ديسكوغز (الإنجليزية)